# Spigno Monferrato
Spigno Monferrato é uma comuna italiana da região do Piemonte, província de Alexandria, com cerca de 1.218 habitantes. Estende-se por uma área de 54 km², tendo uma densidade populacional de 23 hab/km². Faz fronteira com Dego (SV), Giusvalla (SV), Malvicino, Merana, Mombaldone (AT), Montechiaro d'Acqui, Pareto, Piana Crixia (SV), Roccaverano (AT), Serole (AT).

## Demografia
| Variação demográfica do município entre 1861 e 2011                               |
|                                                                                   |
| Fonte: Istituto Nazionale di Statistica (ISTAT) - Elaboração gráfica da Wikipedia |